# Sylvia Bataille
Sylvie Maklès conocida artísticamente como Sylvia Bataille (en ocasiones escrito Silvia Bataille o Sylvie Bataille). (París, 1 de noviembre de 1908-ídem, 23 de diciembre de 1993), actriz teatral y cinematográfica francesa. 
De la extensa carrera cinematográfica de Sylvia Maklès (que usaba el apellido de su primer marido cuando figuraba en las interpretaciones), se destaca su papel protagónista en el célebre film Une partie de campagne (Una salida al campo) (1936), dirigida por Jean Renoir.
Sylvie Maklès tuvo con su primer marido, Bataille, una hija: Laurence, y otra con Lacan: Judith Lacan (una de las principales continuadoras de la obra de su padre y esposa de Jacques-Alain Miller).